# Unión de Rugby de los Lagos del Sur
La Unión de Rugby de Lagos del Sur (URLS) es la entidad deportiva regional de rugby en las provincias de Chubut, Neuquén y Río Negro, en la Patagonia Argentina. Agrupa a los clubes presentes en la región que abarca de la ciudad de San Carlos de Bariloche y sus alrededores y al Camino de los siete Lagos y la Zona Oeste de la Provincia del Chubut. 
La unión se funda el 22 de septiembre de 2001 por los clubes Los Pehuenes, Cohiues RC, San Martín de los Ándes RC, Jabalíes RC, Huemul RC y Esquel RC; y su sede se localiza en San Carlos de Bariloche.

## Clubes afiliados
Actualmente el listado de clubes pertenecientes a la unión es el siguiente:
| Club                         | Localidad               | Provincia              |
| ---------------------------- | ----------------------- | ---------------------- |
| Dina Huapi Rugby club        | Dina Huapi              | Provincia de Río Negro |
| Bandurrias                   | San Martín de los Andes | Provincia del Neuquén  |
| Bariloche Rugby Club         | San Carlos de Bariloche | Provincia de Río Negro |
| Chenque XV Rugby Club        | Junín de los Andes      | Provincia del Neuquén  |
| Coihues Rugby Club           | Villa La Angostura      | Provincia del Neuquén  |
| Cumbres Rugby Club           | San Martín de los Andes | Provincia del Neuquén  |
| Jabalíes Rugby Club          | El Bolsón               | Provincia de Río Negro |
| Pehuenes Rugby Club          | San Carlos de Bariloche | Provincia de Río Negro |
| Piedra del Águila Rugby Club | Piedra del Águila       | Provincia del Neuquén  |
| San Martín Rugby Club        | San Martín de los Andes | Provincia del Neuquén  |
| Trevelin Rugby Club          | Trevelin                | Provincia del Chubut   |

### Clubes que formaron parte de la Unión
| Club                | Localidad  | Provincia            |
| ------------------- | ---------- | -------------------- |
| Esquel Rugby Club   | Esquel     | Provincia del Chubut |
| Huemules Rugby Club | Lago Puelo | Provincia del Chubut |

## Torneos
Los clubes afiliados a esta unión participan del Torneo Regional Patagónico de Clubes. Por otra lado, la selección de la unión participa del Campeonato Argentino de Rugby organizado por la UAR, entidad madre del deporte en Argentina. En la edición 2016 terminó en la última posición de la Zona Ascenso B, por lo que a partir del próximo campeonato participará del Super-9 (o Zona Estímulo).